# Conosema pratti
Conosema pratti är en fjärilsart som beskrevs av Bethune-Baker 1908. Conosema pratti ingår i släktet Conosema och familjen nattflyn. Inga underarter finns listade i Catalogue of Life.